# The Pelican Brief
The Pelican Brief (bra: O Dossiê Pelicano; prt: O Dossier Pelicano) é um filme estadunidense de 1993, do gênero suspense, escrito e dirigido por Alan J. Pakula. O roteiro é baseado em livro de John Grisham.

## Sinopse
Dois ministros da Suprema Corte dos Estados Unidos são assassinados, um homossexual e o outro ranzinza, odiado por muitos e conhecido pelas suas ideias e pareceres dissonantes da opinião geral. Todavia, não há pistas de quem foi o autor e/ou mandante desse crime. Nem mesmo o FBI, a CIA ou outra Agência de Inteligência conseguem descobrir a motivação desses homicídios. É nesse momento que Darby Shaw, uma charmosa e inteligente estudante de Direito de Nova Orleans, pesquisa minuciosamente os muitos pareceres e processos da Suprema Corte e prepara um dossiê contendo as suas opiniões e estudos sobre os autores e motivações desses crimes. Ela chega a uma surpreendente conclusão e, nas mãos erradas, as informações daquele documento significariam uma revolta na política do país. Assim, quando Darby vê que a sua vida corre perigo e tem apenas ao seu lado Gray Grantham, um jornalista, ele passa a ajudá-la a tentar solucionar e tornar públicos os esquemas de corrupção e poder por completo.

## Elenco
- Julia Roberts como Darby Shaw
- Denzel Washington como Gary Grantham
- Sam Shepard como Thomas Callahan
- John Heard como Gavin Verheek
- Tony Goldwyn como Fletcher Coal
- James Sikking como Denton Voyles
- William Atherton como Bob Gminski
- Robert Culp como presidente
- Stanley Tucci como Khamel
- Hume Cronyn como Justice Rosenberg
- John Lithgow como Smith Keen
- Anthony Heald como Marty Velmano
- Nicholas Woodeson como Stump
- Stanley Anderson como Edwin Sneller

## Prêmios e nomeações
Recebeu duas nomeações no MTV Movie Awards, nas categorias de:
- Melhor actriz (Julia Roberts)
- Actor mais sexy (Denzel Washington).